# Флаг Тотемского района
Флаг муниципального образования То́темский муниципальный район Вологодской области Российской Федерации — опознавательно-правовой знак, служащий официальным символом муниципального образования.
Флаг утверждён 17 марта 1998 года и внесён в Государственный геральдический регистр Российской Федерации с присвоением регистрационного номера 513.

## Описание
«Флаг Тотемского района представляет собой жёлтое полотнище с отношением ширине к длине 2:3, несущее изображение фигур герба района с алой полосой вдоль верхней стороны в 1/4 флага».
Фигура герба представляет собой чёрную лисицу с белым концом хвоста.

## Обоснование символики
Флаг Тотемского муниципального района разработан на основе исторического герба города Тотьмы, Высочайше утверждённого 2 (13) октября 1780 года вместе с другими гербами городов Вологодского наместничества. Описание герба гласит: Чёрная лисица в золотом поле. В знак того, что жители того города в ловле тех зверей упражняются.
Фигура чёрной американской лисицы используется как символ выдающейся роли тотемских купцов и мореходов, их заслуг в освоении островов Тихого океана и побережья Северной Америки в XVIII—XIX веках. Чёрный цвет указывает не только на историческую аналогию, но означает личную сдержанность, высокую образованность.
Золотой (жёлтый) фон означает богатство, верность, чистоту, как признание значимости Тотьмы в различные периоды российской истории. Золото — символ прочности, величия, интеллекта, великодушия.